# Művészeti versenyek az 1948. évi nyári olimpiai játékokon
Az 1948. évi nyári olimpiai játékokon tizenhárom művészeti versenyt rendeztek.

## Éremtáblázat
(Magyarország és a rendező ország csapata eltérő háttérszínnel, az egyes számoszlopok legmagasabb értéke, vagy értékei vastagítással kiemelve.)
| Az 1948. évi nyári olimpiai játékok éremtáblázata művészeti versenyeken | Az 1948. évi nyári olimpiai játékok éremtáblázata művészeti versenyeken | Az 1948. évi nyári olimpiai játékok éremtáblázata művészeti versenyeken | Az 1948. évi nyári olimpiai játékok éremtáblázata művészeti versenyeken | Az 1948. évi nyári olimpiai játékok éremtáblázata művészeti versenyeken | Olimpia  |
| ----------------------------------------------------------------------- | ----------------------------------------------------------------------- | ----------------------------------------------------------------------- | ----------------------------------------------------------------------- | ----------------------------------------------------------------------- | -------- |
|                                                                         | Ország                                                                  | Arany                                                                   | Ezüst                                                                   | Bronz                                                                   | Összesen |
| 1.                                                                      | Finnország (FIN)                                                        | 2                                                                       | 1                                                                       | 1                                                                       | 4        |
| 2.                                                                      | Ausztria (AUT)                                                          | 1                                                                       | 2                                                                       | 1                                                                       | 4        |
| 2.                                                                      | Nagy-Britannia (GBR)                                                    | 1                                                                       | 2                                                                       | 1                                                                       | 4        |
| 4.                                                                      | Olaszország (ITA)                                                       | 1                                                                       | 1                                                                       | 2                                                                       | 4        |
| 5.                                                                      | Franciaország (FRA)                                                     | 1                                                                       | 0                                                                       | 2                                                                       | 3        |
| 6.                                                                      | Svédország (SWE)                                                        | 1                                                                       | 0                                                                       | 1                                                                       | 2        |
| 7.                                                                      | Lengyelország (POL)                                                     | 1                                                                       | 0                                                                       | 0                                                                       | 1        |
|                                                                         |                                                                         |                                                                         |                                                                         |                                                                         |          |
| 8.                                                                      | Svájc (SUI)                                                             | 0                                                                       | 1                                                                       | 2                                                                       | 3        |
| 9.                                                                      | Dánia (DEN)                                                             | 0                                                                       | 1                                                                       | 1                                                                       | 2        |
| 9.                                                                      | Dél-afrikai Unió (RSA)                                                  | 0                                                                       | 1                                                                       | 1                                                                       | 1        |
| 11.                                                                     | Kanada (CAN)                                                            | 0                                                                       | 1                                                                       | 0                                                                       | 1        |
|                                                                         |                                                                         |                                                                         |                                                                         |                                                                         |          |
| 12.                                                                     | Írország (IRL)                                                          | 0                                                                       | 0                                                                       | 1                                                                       | 1        |
| 12.                                                                     | Magyarország (HUN)                                                      | 0                                                                       | 0                                                                       | 1                                                                       | 1        |
|                                                                         |                                                                         |                                                                         |                                                                         |                                                                         |          |
| Összesen                                                                | Összesen                                                                | 8                                                                       | 11                                                                      | 13                                                                      | 32       |

## Érmesek
| Az 1948. évi nyári olimpiai játékok érmesei a művészeti versenyeken |                                                                               |                                                                |                                          |
| Versenyszám                                                         | Arany                                                                         | Ezüst                                                          | Bronz                                    |
| Irodalom                                                            |                                                                               |                                                                |                                          |
| Lírai művek                                                         | Aale Tynni · Finnország (FIN) · "Hellász hírneve"                             | Ernst Van Heerden · Dél-afrikai Unió (RSA)                     | Gilbert Prouteau · Franciaország (FRA)   |
| Epikai művek                                                        | Gianni Stuparich · Olaszország (ITA) · "A barlang"                            | Josef Petersen · Dánia (DEN)                                   | Földes Éva · Magyarország (HUN)          |
| Szobrászat                                                          |                                                                               |                                                                |                                          |
| Domborművek                                                         | Nem adták ki                                                                  | Nem adták ki                                                   | Rosamund Fletcher · Nagy-Britannia (GBR) |
| Körplaszikák                                                        | Gustaf Nordahl · Svédország (SWE) · "Hódolat Lingnek"                         | Chintanomi Kar · Nagy-Britannia (GBR)                          | Hubert Yencesse · Franciaország (FRA)    |
| Veretek                                                             | Nem adták ki                                                                  | Oscar Thiede · Ausztria (AUT)                                  | Edwin Grienauer · Ausztria (AUT)         |
| Festészet                                                           |                                                                               |                                                                |                                          |
| Olaj- és vízfestmények                                              | Alfred Thomson · Nagy-Britannia (GBR) · "Londoni amatőrbajnokságok"           | Giovanni Stradone · Olaszország (ITA)                          | Letitia Marion Hamilton · Írország (IRL) |
| Metszetek, rézkarcok                                                | Albert Descaris · Franciaország (FRA) · "Uszoda"                              | John Copley · Nagy-Britannia (GBR)                             | Walter Battiss · Dél-afrikai Unió (RSA)  |
| Alkalmazott grafikák                                                | Nem adták ki                                                                  | Walter Alex Diggelmann · Svájc (SUI)                           | Walter Alex Diggelmann · Svájc (SUI)     |
| Építészet                                                           |                                                                               |                                                                |                                          |
| Építészeti tervek                                                   | Yrjö Lindegren · Finnország (FIN) · "Az atlétika központja a finn Varkausban" | Werner Schindler · Svájc (SUI) · Edward Knuppfer · Svájc (SUI) | Ilmari Nielemainen · Finnország (FIN)    |
| Városépítészet                                                      | Adolf Hoch · Ausztria (AUT) · "Síugró sánc a Koblenzen"                       | Alfred Rinesch · Ausztria (AUT)                                | Nils Olsson · Svédország (SWE)           |
| Zene                                                                |                                                                               |                                                                |                                          |
| Zenekarra                                                           | Zbigniew Turski · Lengyelország (POL) · "Olimpiai szimfónia"                  | Kalervo Tuukanen · Finnország (FIN)                            | Erling Brone · Dánia (DEN)               |
| Énekhangra                                                          | Nem adták ki                                                                  | Nem adták ki                                                   | Gabriele Bianchi · Olaszország (ITA)     |
| Szolóhangszerre                                                     | Nem adták ki                                                                  | John Weinzweig · Kanada (CAN)                                  | Sergio Lauricella · Olaszország (ITA)    |